# Guerres austro-turques

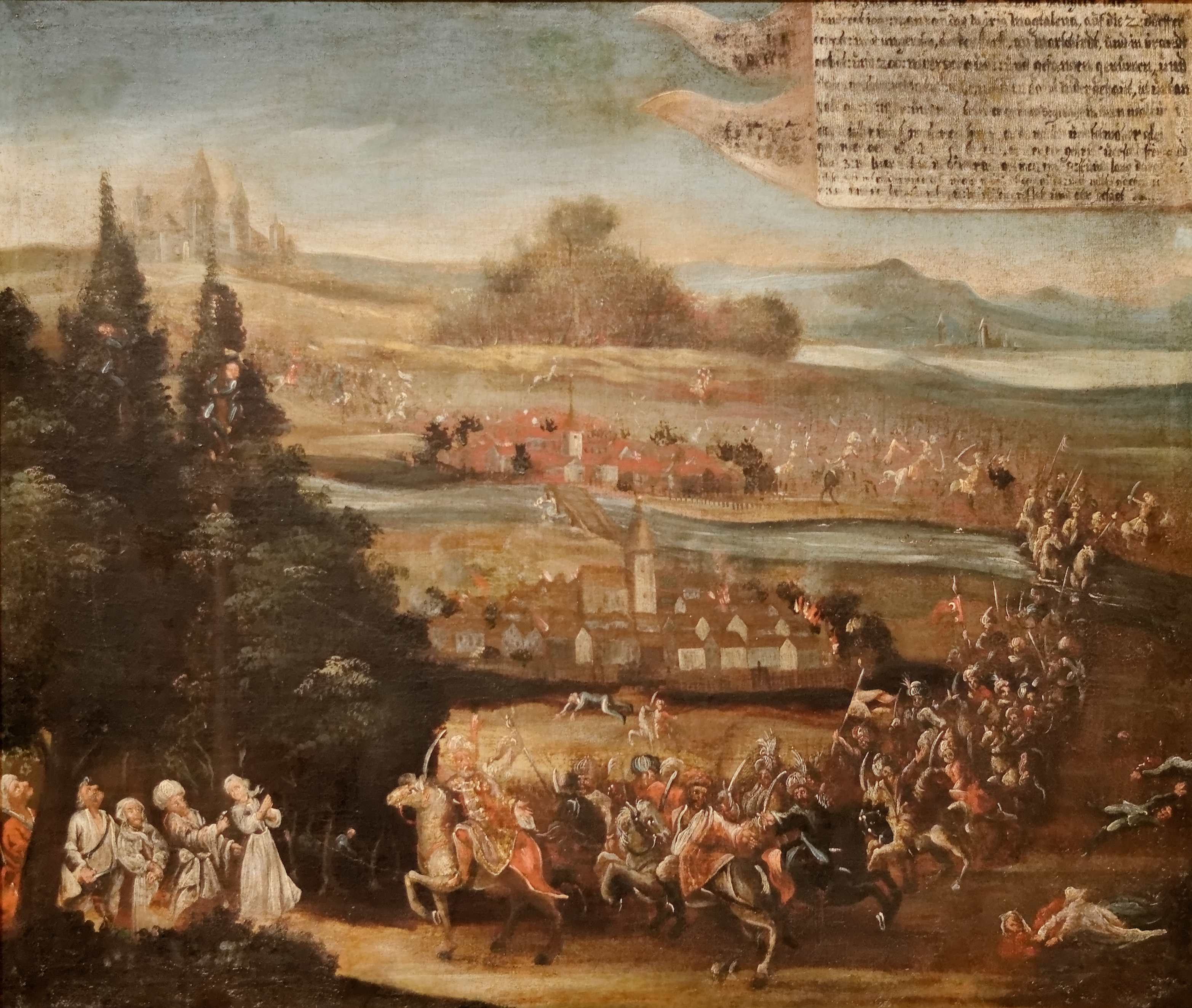
Scène de la guerre austro-turque, 1683

Les guerres austro-turques font référence à l'ensemble des conflits militaires opposant l'Empire ottoman et le Saint-Empire romain germanique, sous le règne des empereurs de la Maison d'Autriche, qui eurent lieu principalement en Hongrie, dans les Balkans, mais aussi dans la mer Méditerranée.

## Contexte
Les Ottomans faisaient régulièrement des incursions le long des côtes grecques depuis la fin du XIIIe siècle, mais c'est pendant la seconde moitié du XIVe siècle, avec le début de la conquête ottomane des Balkans, que débute leur expansion en Europe. Pendant le Moyen Âge, l'Empire romain d'Orient, dit « byzantin », avait été la seule puissance d'Europe à pouvoir leur tenir tête, mais avait été fortement affaibli par la Quatrième croisade et le partage de ses territoires centraux et de ses ressources entre les croisés et les Vénitiens. Cela permet aux Ottomans de prendre pied en Europe, avec la chute de Gallipoli en 1354 puis le transfert de la capitale de Brousse à Andrinople. Les guerres turco-byzantines se terminent par la chute de Constantinople le 29 mai 1453.
Une longue guerre entre la Hongrie et les Ottomans commence sous le règne de Bajazet Ier à la suite de la défaite d'une armée croisée à dominante hongroise lors de la bataille de Nicopolis en 1396. Après la défaite complète et la mort de Louis II de Hongrie à la bataille de Mohács (1526), les Habsbourg d'Autriche héritent de la Hongrie royale et se trouvent ainsi en première ligne face à l'Empire ottoman qui possède désormais le centre de la Hongrie.

## Guerres entre les Habsbourg et l'Empire ottoman
Plusieurs guerres ont opposé les Habsbourg à l'Empire ottoman et à ses vassaux :
- Le conflit entre Charles Quint et les frères Barberousse
  - Conquête de Tunis (1535)
  - Expédition d'Alger (1541)
  - Siège de Nice (1543)
  - Bataille de Mazagran (1558)
  - Bataille de Djerba (1560)
  - Grand Siège de Malte (1565)
  - Bataille de Lépante (1571)
  - Conquête de Tunis (1574)
- La Première guerre austro-turque (1527-1568) qui fait directement suite à la guerre entre la Hongrie et les Ottomans
  - La campagne de Ferdinand Ier en 1527-1528
  - La campagne de Soliman le Magnifique en 1529, qui se termine par le siège de Vienne (1529) et la conquête de la Hongrie ottomane en 1541
  - La Petite guerre de Hongrie : multiples conflits pour la possession de la Hongrie centrale et septentrionale entre 1529 et 1552
  - Le siège de Szigetvár (1566), pendant lequel meurt Soliman le Magnifique
- La Longue Guerre entre 1591 et 1606
- La guerre austro-turque (1663-1664)
- La grande guerre turque, de 1683 à 1699
  - Siège de Vienne (1683)
- La « troisième » guerre austro-turque (1716-1718)
- Participation de l'Autriche à la guerre russo-turque de 1735-1739
- Participation de l'Autriche à la guerre russo-turque de 1787-1792